# Martin Leutgeb

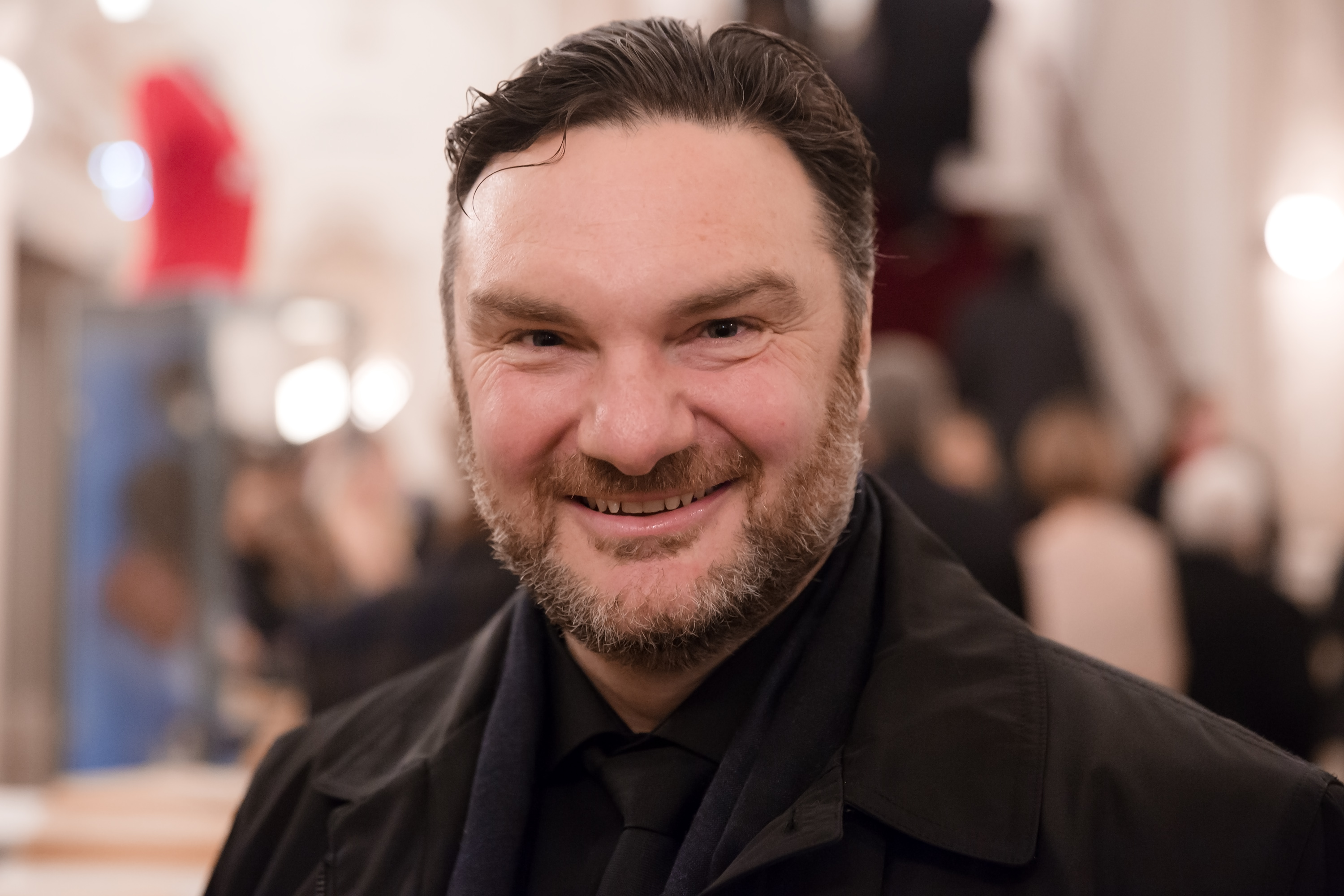
Martin Leutgeb (2015)

Martin Leutgeb (* 25. August 1966 in Schwaz, Tirol) ist ein österreichischer Schauspieler.

## Leben
Nach einer Ausbildung zum Dekorateur und Einzelhandelskaufmann erhielt Martin Leutgeb eine private Schauspielausbildung bei Emo Cingl, Grete Fröhlich und Sonja Höfer-Wlasak. Zudem nahm er auch Gesangsunterricht. Es folgten ab 1991 erste Bühnenstationen an das Tiroler Landestheater in Innsbruck (1991–1994), das Salzburger Landestheater (1994–1999) und das Staatstheater in Saarbrücken (1999–2005). Von 2005 bis 2011 war Martin Leutgeb Ensemblemitglied am Staatstheater in Stuttgart.
Dort verkörperte er unter anderem den Hauptmann in Georg Büchners Woyzeck, den Gajew in Tschechows Komödie Der Kirschgarten und den Sosias in Heinrich von Kleists Amphitryon. Seit 2012 arbeitet Leutgeb als freier Schauspieler in Wien.
Von 2008 bis 2011 hatte er darüber hinaus einen Lehrauftrag an der Staatlichen Hochschule für Musik und Darstellende Kunst in Stuttgart.
Martin Leutgeb wirkte auch in zahlreichen Film- und Fernsehproduktionen mit. Darunter befanden sich die Spielfilme Winterschläfer von Tom Tykwer mit Ulrich Matthes, Heino Ferch und Floriane Daniel und Das finstere Tal von Andreas Prochaska mit Sam Riley, Paula Beer und Tobias Moretti. Er trat als Darsteller in  Fernsehserien wie Der Bergdoktor, Die Bergretter, SOKO Kitzbühel, SOKO Donau/Wien und Vier Frauen und ein Todesfall auf. Von 2013 bis 2019 spielte er in der Fernsehserie CopStories die durchgehende Rolle des Bezirksinspektors Matthias Gerber und ebenfalls seit 2013 verkörpert er in vielen Episoden von Die Bergretter den Polizisten Gert Holzer. Zudem war er in Fernsehfilmen aus der Fernsehreihe Tatort zu sehen. So verkörperte er im Jahr 2023 eine Hauptrolle in der Folge Bauernsterben mit dem österreichischen Ermittlerduo Eisner und Fellner gespielt von Harald Krassnitzer und Adele Neuhauser.
2019 nahm er an der 12. Staffel der ORF-Tanzshow Dancing Stars teil, in der er und seine Tanzpartnerin Manuela Stöckl in der dritten Sendung ausschieden.
2025 übernahm Leutgeb die Inszenierung und textliche Neugestaltung der Passionsspiele Erl.

## Filmografie (Auswahl)
- 1992: Der Bergdoktor (Fernsehserie) – Der Tod und das Mädchen
- 1997: Winterschläfer
- 2001: Tatort: Zielscheibe
- 2005: Tatort: Rache-Engel
- 2006: Modern Times (Kurzfilm)
- 2007: Das Apfelkomplott (Kurzfilm)
- 2008: Der erste Tag (Fernsehfilm)
- 2009: Tatort: Baum der Erlösung
- 2010: SOKO Donau/SOKO Wien  (Fernsehserie) – Mörderische Sehnsucht
- 2012: Vier Frauen und ein Todesfall (Fernsehserie) – Hexenwasser
- 2013, 2020: SOKO Kitzbühel (Fernsehserie) – Sniper, Hahnenkampf
- 2013: Schlawiner (Fernsehserie) – 8 Folgen als Nachbar
- 2013–2019: CopStories (Fernsehserie) – durchgehende Rolle als Bezirksinspektor Matthias Gerber
- seit 2013: Die Bergretter (Fernsehserie) – als Polizist Gert Holzer
- 2014: Das finstere Tal
- 2014: Das Attentat – Sarajevo 1914 (Fernsehfilm)
- 2014: Die Steintaler – von wegen Homo sapiens (Fernsehserie) – 12 Folgen als Gulo
- 2016, 2023: SOKO Donau – Die verlorenen Kinder, Verloschen
- 2016: Landkrimi – Sommernachtsmord
- 2016: Das Geheimnis der Hebamme
- 2017: Die Ketzerbraut
- 2017: Die Toten vom Bodensee – Die Braut
- 2017: Schnell ermittelt – Dennis Maida
- 2017: Trakehnerblut
- 2018: Ein wilder Sommer – Die Wachausaga
- 2019: Der Club der singenden Metzger
- 2020: Tatort: Krank (Fernsehreihe)
- 2021: Stadtkomödie – Die Lederhosenaffäre (Fernsehreihe)
- 2022: Walking on Sunshine (Fernsehserie)
- 2022: Tatort: Flash
- 2022: Landkrimi – Der Schutzengel (Fernsehreihe)
- 2022: Letzte Bootsfahrt (Fernsehfilm)
- 2022: Schrille Nacht (Fernsehfilm)
- 2023: Blind ermittelt – Tod im Weinberg (Fernsehreihe)
- 2023: Tatort: Bauernsterben (Fernsehreihe)
- 2023: Abenteuer Weihnachten – Familie kann nie groß genug sein (Fernsehfilm)
- 2024: Nebelkind – The End of Silence

## Hörfunk-Features / -Dokumentationen
- 2006: Wir sind die Soldaten der Arbeitermacht – Vom Alltag in der NVA – Autor: Thomas Gaevert – SWR Dschungel, 30 Min.